# Hui

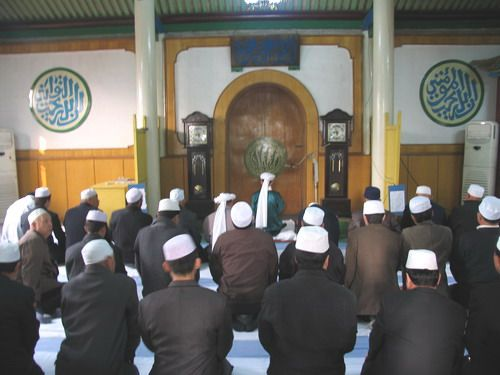
Huiowie podczas modlitwy

Hui (chiń. 回族; pinyin Huízú, xiao’erjing: خُوِذُو / حواري, dungański: Хуэйзў/Huejzw) – jedna z 55 uznanych oficjalnie mniejszości w Chińskiej Republice Ludowej. Nazwa Hui oznacza zasadniczo „muzułmanin mieszkający w Chinach”. Zamieszkują całą Chińską Republikę Ludową (szczególnie Gansu, Henan, Ujgurski Region Autonomiczny Xinjiang, Qinghai, Yunnan, Shandong), a największe skupisko znajduje się w południowym obszarze Regionu Autonomicznego Ningxia (1/3 regionu jest zamieszkiwana przez Hui). Grupa ta ze względu na język oraz cechy kulturowe jest podobna do Chińczyków Han, wyróżnik stanowi jedynie religia – zdecydowana większość wyznaje islam, co pociąga za sobą inne różnice.

## Historia
Najwcześniej zarejestrowane ślady istnienia tej mniejszości w Chinach odnotowuje się w VII wieku; mieli to być spadkobiercy Arabów i Persów, którzy w tym czasie przybyli do Chin w celach handlowych, często Jedwabnym Szlakiem. W XIII wieku duże grupy muzułmanów przybywały do Chin; żenili się oni z ludami już żyjącymi na tym terenie: Hanami, Ujgurami, Mongołami oraz innymi. Tak uformowała się osobna zbiorowość nazwana później Hui. Początkowo nowa grupa zajmowała się głównie handlem. Ci, którzy mieszkali wzdłuż wybrzeża zajęli się handlem morskim i rybołówstwem, pozostali, jeśli wcześniej ich rodziny zajmowały się hodowlą zwierząt lub uprawą roli zajęli się również rzemiosłem.
Po rewolucji Xinhai (1911–1912) Sun Jat-sen wyróżnił pięć grup etnicznych w Chinach, które razem miały tworzyć naród chiński: Hanów, Mandżurów, Mongołów, Tybetańczyków i Hui (Muzułmanów). W jego koncepcji Hui oznaczali wszystkie ludy wyznające islam w Chinach tj. Ujgurów, Yugurów, Salarów itp. oraz Chińczyków-muzułmanów, czyli dzisiejszych Hui. Był to projekt tzw. „Republiki Pięciu Narodów”. Jej oficjalna flaga składała się z pięciu poziomych pasów, gdzie każdy kolor oznaczał inną mniejszość: od góry: czerwony – Han, żółty – Mandżurowie, niebieski – Mongołowie, biały – Muzułmanie, czarny – Tybetańczycy.
Od lat 70. XX wieku uznaje się też Dunganów (ros. Дунгане) jako grupę pochodzącą od Hui przybyłych z prowincji chińskiej Xinjiang. Ich migracja była spowodowana wojną w latach 1862–1877 na tle religijnym pomiędzy mniejszością Hui a cesarstwem Qing. Tematem sporu była chęć uzyskania niepodległości przez grupę w prowincjach Ningxia, Shaanxi i Gansu, na co cesarstwo nie dawało przyzwolenia. Powstanie nie odniosło sukcesu, po upadku ludy wyemigrowały i obecnie zamieszkują Kirgistan i Kazachstan. Wyznają islam sunnicki i posługują się językiem podobnym do chińskiego.

## Kultura i religia

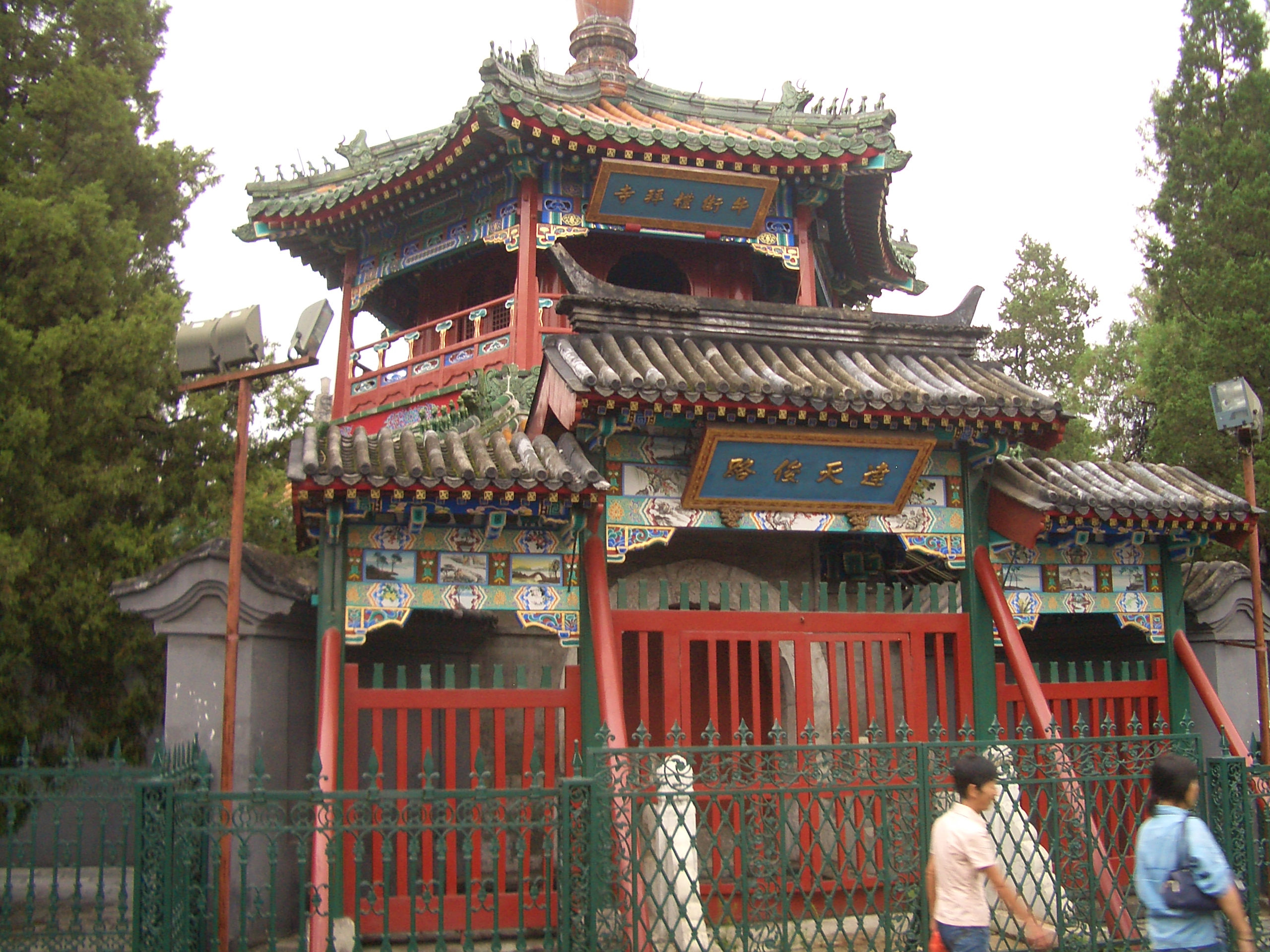
Meczet Niujie w chińskim stylu

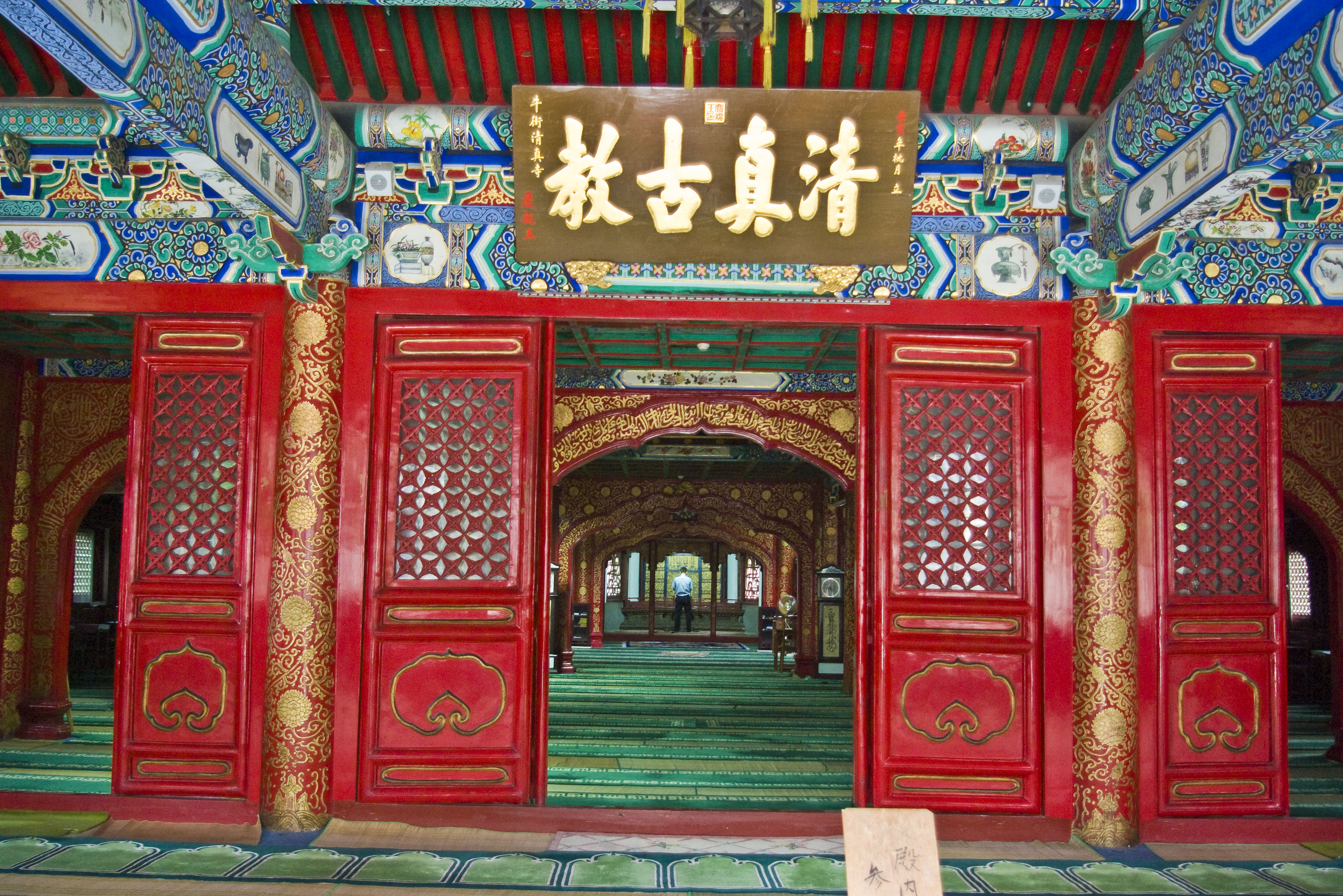
Wnętrze chińskiego meczetu

Tak samo jak kobiety Hanów, tak samo i kobiety Hui praktykowały bandażowanie stóp, w odłamie Dungan nawet do 1948 roku. Religia ma wpływ na kształtowanie się i obecny wygląd kultury tych ludów. Są silnie powiązani z hanaficką szkołą prawną wywodzącą się od teologa Abu Hanify. Jest to jedna z czterech uznanych szkół sunnickich prawa muzułmańskiego. Praktyki religijne i kulturowe między Hui i Chińczykami Han są wymieszane. Największą różnica jest widoczna w sposobie żywienia: muzułmanie Hui mają zakaz jedzenia wieprzowiny, która jest jednym z podstawowych składników używanych w kuchni chińskiej. Wyrzekają się alkoholu, tytoniu i opium. Palą kadzidła, by oddać cześć swoim przodkom, co jest charakterystyczne dla Chińczyków, natomiast są zwolnieni z modlitw w piątki. Część mniejszości oprócz islamu uznaje również nauki Konfucjusza.
Obrzezanie (khitan) jest jednym z ważniejszych nakazów w islamie. Nie ma jednak żadnych informacji, by taki zwyczaj praktykowano również w Chinach. Z powodu braku tej tradycji zwyczaj nie jest restrykcyjnie przestrzegany u muzułmanów z Chin.
Wygląd meczetów często przypomina architekturą świątynie buddyjskie. Filary wewnątrz meczetu są bogato zdobione, belki rzeźbione, ornamentowane i malowane. Dozwolone jest też palenie kadzideł.

### Święta
Muzułmanie Hui mają również swoje święta i festiwale. Do najważniejszych należą:
- Id al-Fitr (Ramadan Bajram, Święto Przerwania Postu) jest to święto dziękczynienia obchodzone na zakończenie ramadanu – ruchomego świętego postu trwającego miesiąc[8].
- Id al-Adha (Kurban Bajram, Święto Ofiarowania, arab. عيد الأضحى ‘Īd ul-’Aḍḥā, pers. Ejd-e Ghorban, tur. Kurban Bayram), które w niektórych częściach Chin jest nazywane Festiwalem Wiary. Trwa ok. 3–4 dni i jest zaliczane do najważniejszych świąt dla wyznawców islamu. Upamiętnia ofiarę Abrahama i jego akt posłuszeństwa Bogu.
- Obchodzony jest też Mawlid an-Nabi (arab. مَوْلِدُ النَبِيِّ mawlid(u) (n-)nabiyy(i), „urodziny proroka”) i Aszura, w czasie którego Hui jedzą mus z fasoli, co ma związek z wierzeniem, iż Noe w czasie wielkiego potopu uratował się od śmierci głodowej właśnie tą potrawą z fasoli. Co jest ciekawe, taka praktyka jest charakterystyczna tylko dla muzułmanów Hui[8].

Duża część zwyczajów, ze względu na głęboką asymilację, jest tożsama z chińskimi. Do tego stopnia iż stroje, pogrzeby i ceremonie ślubne, język są bardzo podobne do chińskich. Pogrzeby są skromne, do trzech dni po śmierci musi być odprawiony obrządek, ciało musi być okryte białą szatą według normalnej tradycji muzułmańskiej.

### Stroje

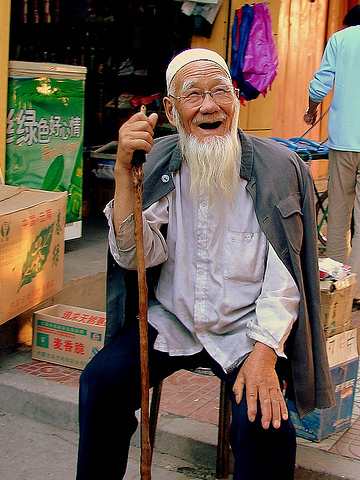
Mężczyzna z grupy Hui

Tradycyjne stroje nawiązują do tych noszonych przez Hanów. Jednak dla noszonej przez nich odzieży można wyróżnić kilka elementów charakterystycznych: Dasdar – materiał, którym owija się głowę, Zhunbai – szatę wierzchnią, kamizelkę najczęściej wykonaną z jedwabiu lub lnu, Maisaishai – skarpetki ze skóry, oraz charakterystyczne nakrycie głowy. Stroje są podzielone na kategorie według wieku: dzieci, dorośli i osoby starsze noszą różne odzienie. Wśród dorosłych kobiet rozróżnia się też podział: na niezamężne, mężatki w średnim wieku i mężatki w wieku starszym. Różne są też stroje dla ludzi wykonujących konkretny zawód. Również wygląd stroju zależy od regionu, panującego w nim klimatu oraz pór roku. Najbardziej charakterystycznym elementem ubioru pozostaje jednak nakrycie głowy, bardzo ważne dla muzułmanów. Tradycyjnie jest to biała czapka, Dasdar oraz dla kobiet chusta.

### Język
Język, jakim posługuje się ta mniejszość, to głównie dialekt, który obowiązuje na terenie, który zamieszkują. Są dobrze zasymilowani, aczkolwiek odnotowuje się w ich mowie słowa pochodzenia arabskiego czy perskiego. W regionach takich jak Tybet lub Mongolia Wewnętrzna posługują się również tybetańskim, mongolskim. Nazwiska oryginalnie pochodzące z innych języków (arabski) zostały przekształcone na język chiński, na przykład: „Muhammad” na „Ma” czy „Hussein” na „Hu”. Do nazwisk nierzadko dobiera się jednak muzułmańskie imiona.